# A Madrigal Opera
Pour les articles homonymes, voir Madrigal (homonymie).
A Madrigal Opera est un opéra de chambre minimaliste en quatre parties, pour six voix, violon et alto, composé en 1979 par Philip Glass pour le dramaturge allemand Robert Malasch. Il a la particularité de ne pas avoir de contenu spécifique, un auteur différent pouvant greffer son livret à la partition au gré de nouvelles productions qui, elles-mêmes, peuvent avoir un titre différent. 
Commande du Holland Festival, la première mondiale de l'œuvre (sous le titre Attaca: A Madrigal Opera) a eu lieu le 25 juin 1980 au Théâtre royal Carré d'Amsterdam et la première américaine (sous le titre The Panther) à l'Opéra de Houston le 25 avril 1981 sur un livret de Manuel Lutgenhorst d'après un poème de Rainer Maria Rilke. Cette version est également présentée au La MaMa Experimental Theatre Club de New York le 27 avril 1981,.
L’œuvre est ensuite jouée au Mark Taper Forum (en) de Los Angeles sur un livret du dramaturge Len Jenkin le 1er novembre 1985, à l'Astoria hall d'Helsinki sur un livret du poète Lauri Otonkoski (fi) (A Madrigal Opera - Cameo: sur le thème du voyage onirique), durant cinq jours à partir du 21 avril 2009 puis de nouveau aux Pays-Bas le 28 octobre 2012 à l'Auditorium (nl) de Leyde par l'Attacca Ensemble.

## Structure
1. Opening
2. Part I
3. Part II
4. Part III
5. Part IV
6. Closing

## Discographie
- Petri Bäckström (ténor), Essi Luttinen (mezzo-soprano), Vikke Häkkinen (baryton), Laura Heinonen (soprano), Satu Jaatinen (mezzo-soprano), Riku Pelo (basse), The Helsinki Skaala Opera dirigé par Janne Lehmusvuo, enregistré en 2009. Orange Mountain Music (2009).